# Avenue Barbey-d'Aurevilly
Pour les articles homonymes, voir Barbey d'Aurevilly (homonymie).
L'avenue Barbey-d'Aurevilly est une voie située dans le quartier du Gros-Caillou du 7e arrondissement de Paris.

## Situation et accès

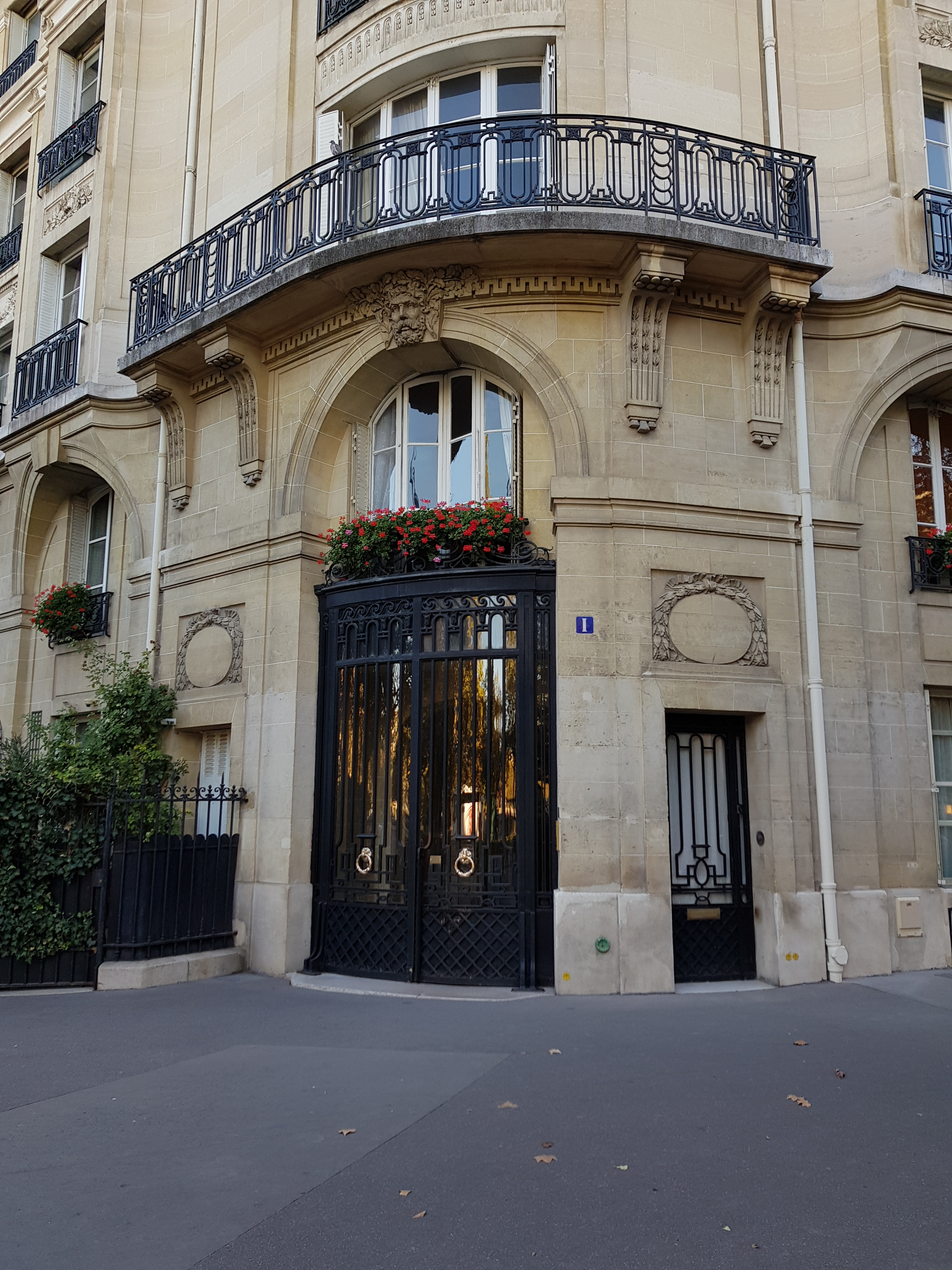
No 1.

Longue de 113 mètres, elle commence au 42, avenue de La Bourdonnais et place du Général-Gouraud et finit allée Adrienne-Lecouvreur.
La station de métro la plus proche est la station École Militaire, où circulent les trains de la ligne 8.

## Origine du nom

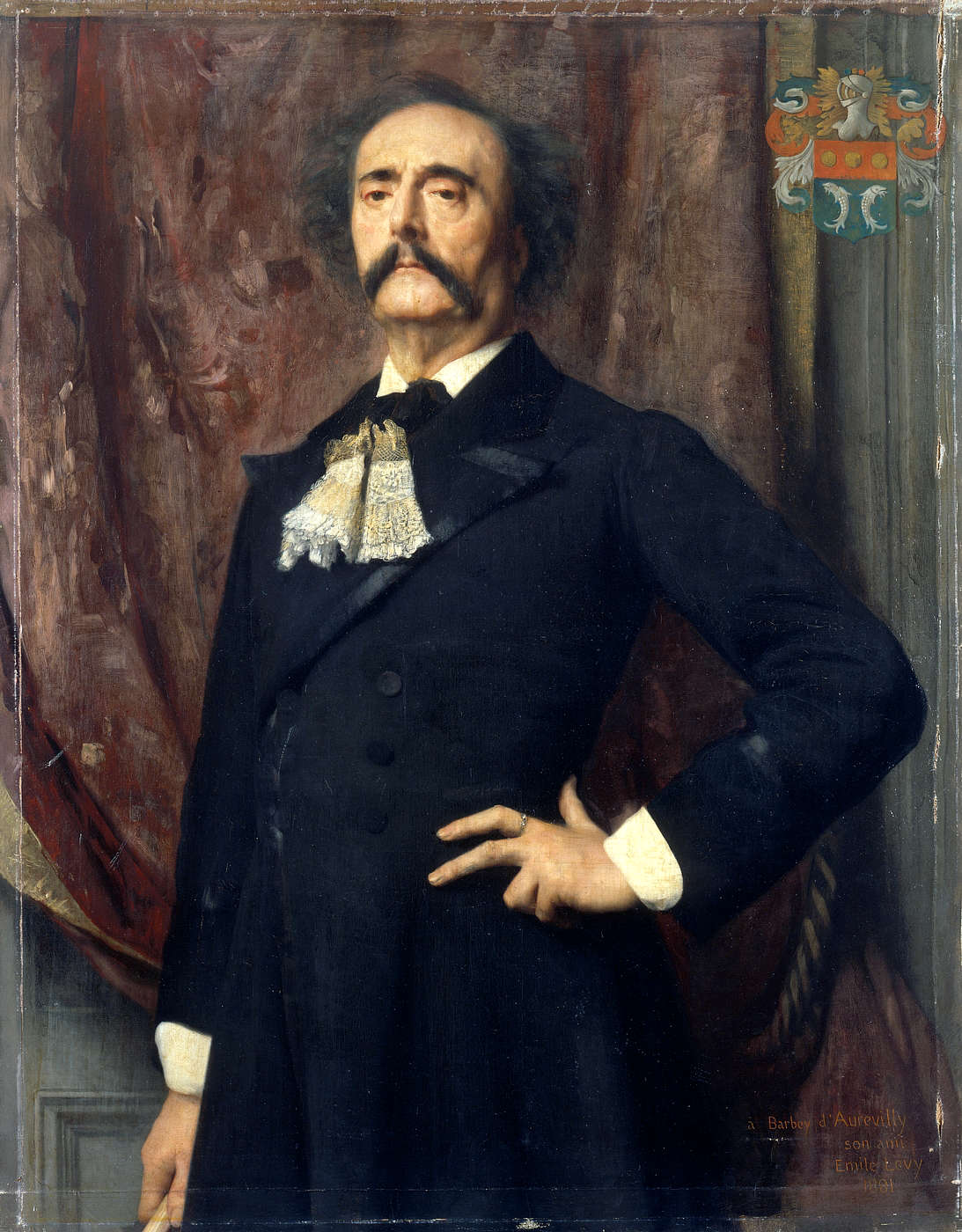
Jules Barbey d’Aurevilly, en 1882.

Elle porte le nom de l'écrivain Jules Barbey d'Aurevilly (1808-1889).

## Historique
La voie est créée en 1907 lors du réaménagement du Champ-de-Mars et prend en 1910 son nom actuel.

## Bâtiments remarquables et lieux de mémoire
- Le Champ-de-Mars.

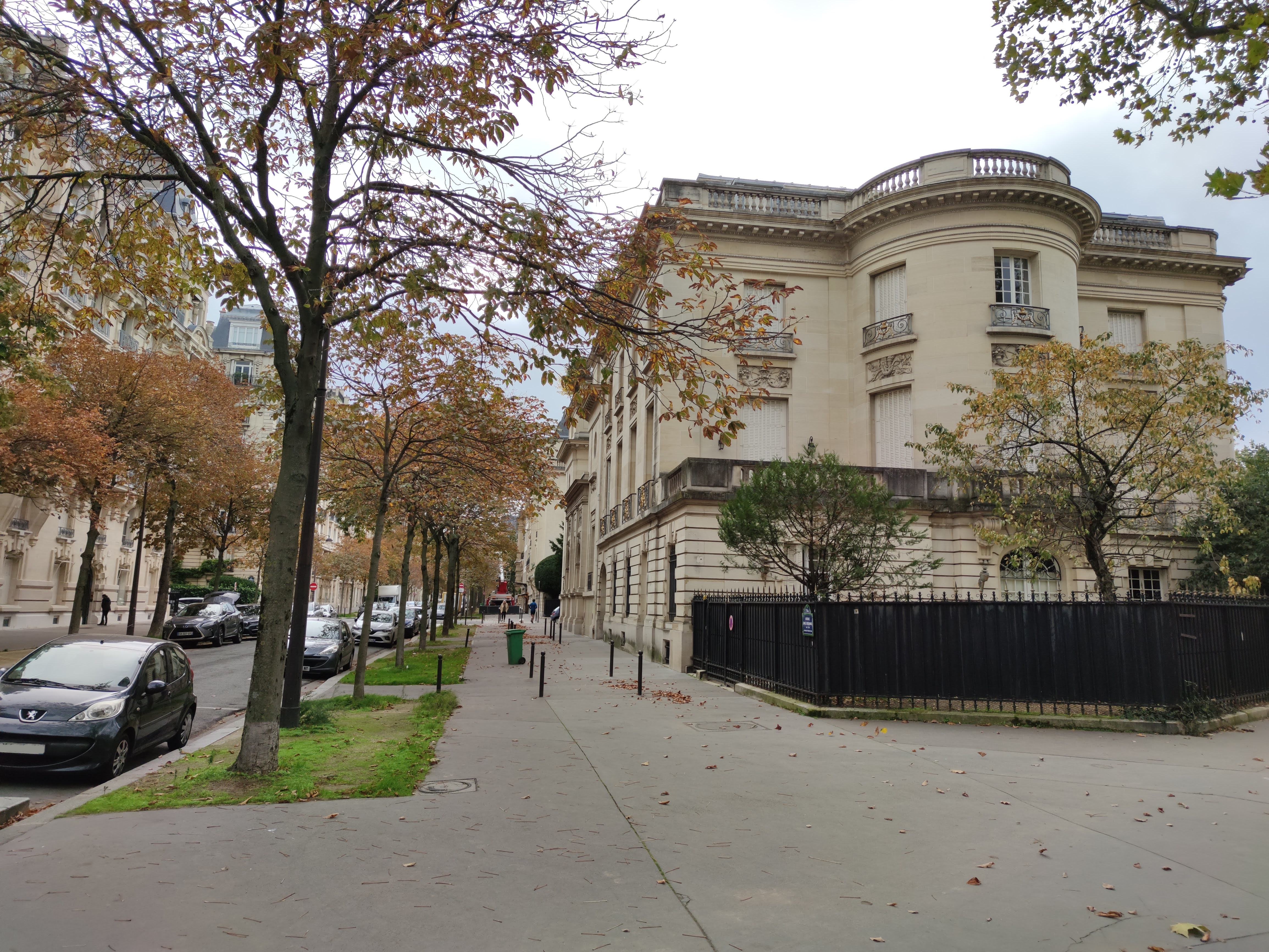
No 5, angle avenue Émile-Deschanel.

- No 5 (et no 2, avenue Émile-Deschanel) : hôtel particulier de type néoclassique construit en 1912[2] ; appartient en 1921 à la vicomtesse de Fleury[3]. En 2020, il est acquis pour un montant de 70 millions d'euros, par l'Américain d'origine ukrainienne Jan Koum, cofondateur du service de messagerie WhatsApp. En 2022, le nouveau propriétaire fait entreprendre des travaux de restauration et de décoration de l'hôtel qui doivent durer au moins jusqu'en 2025[4],[5].